# Persone di cognome D'Angelo
| Questa pagina contiene informazioni ricavate automaticamente dalle voci biografiche con l'ausilio del template Bio e di un bot. L'aggiornamento è periodico e automatico e ricostruisce completamente la pagina. Se manca una persona in questa lista, sei pregato di non aggiungerla, ma accertati piuttosto che la sua voce biografica contenga il template Bio e che i dati anagrafici siano correttamente compilati. Se il template Bio manca, inseriscilo tu stesso o, in alternativa, metti l'avviso {{tmp\|Bio}} che ne segnala la mancanza. Se i dati riportati sono sbagliati, correggi direttamente la voce biografica; le modifiche saranno visibili in questa lista entro pochi giorni. Per chiarimenti vedi il progetto biografie. La lista contiene solo le 44 persone che sono citate nell'enciclopedia e per le quali è stato implementato correttamente il template Bio. Pagina aggiornata al 3 nov 2022. |

Questa è una lista di persone presenti nell'enciclopedia che hanno il cognome D'Angelo, suddivise per attività principale.

## Accademici(1)
- Mario D'Angelo, accademico francese (Hombourg, n.1954)

## Allenatori di calcio(2)
- Luca D'Angelo, allenatore di calcio e ex calciatore italiano (Pescara, n.1971)
- Maurizio D'Angelo, allenatore di calcio e ex calciatore italiano (Napoli, n.1969)

## Attori(6)
- Beverly D'Angelo, attrice e cantante statunitense (Columbus, n.1951)
- Carlo D'Angelo, attore e doppiatore italiano (Milano, n.1919 - Bologna, † 1973)
- Daniela D'Angelo, attrice, doppiatrice e direttrice del doppiaggio italiana (Roma, n.1964)
- Laura D'Angelo, attrice e coreografa italiana (Roma, n.1956 - Roma, † 2010)
- Mariano D'Angelo, attore e scrittore italiano (Airola, n.1966)
- Mirella D'Angelo, attrice italiana (Roma, n.1956)

## Attori pornografici(2)
- Sally D'Angelo, attrice pornografica e regista statunitense (Nashville, n.1954)
- Vinnie D'Angelo, attore pornografico statunitense (Lansing, n.1977)

## Avvocati(1)
- Orazio D'Angelo, avvocato, storico e bibliotecario italiano (Castel del Monte, n.1857 - Cugnoli, † 1919)

## Bassisti(1)
- Sharlee D'Angelo, bassista svedese (n.1973)

## Batteristi(1)
- Greg D'Angelo, batterista statunitense (New York, n.1963)

## Calciatori(5)
- Angelo D'Angelo, calciatore italiano (Vallo della Lucania, n.1985)
- Antonio D'Angelo, calciatore italiano (Altamura, n.1953 - Taranto, † 1980)
- Ezequiel D'Angelo, calciatore argentino (Quilmes, n.1989)
- Sabrina D'Angelo, calciatrice canadese (Welland, n.1993)
- Sebastián D'Angelo, calciatore argentino (San Carlos de Bariloche, n.1989)

## Canoisti(1)
- Francesco D'Angelo, canoista e cestista italiano (Catania, n.2001)

## Cantanti(1)
- Aura D'Angelo, cantante italiana (Genova, n.1936)

## Cantautori(2)
- Nino D'Angelo, cantautore, attore e regista italiano (Napoli, n.1957)
- Roberta D'Angelo, cantautrice italiana (Marsala, n.1955)

## Chitarristi(1)
- Nuccio D'Angelo, chitarrista e compositore italiano (n.1955)

## Esoteristi(1)
- Achille D'Angelo, esoterista, sensitivo e astrologo italiano (Napoli, n.1907 - Napoli, † 1971)

## Giornalisti(1)
- Dario D'Angelo, giornalista italiano (Trieste, n.1947 - Mostar, † 1994)

## Imprenditori(1)
- Adam D'Angelo, imprenditore e informatico statunitense (n.1984)

## Militari(2)
- Domenico D'Angelo, militare italiano (Amatrice, n.1899 - Larissa, † 1943)
- Michele D'Angelo, militare italiano (Rionero in Vulture, n.1868 - Bu Msafer, † 1912)

## Nuotatori(1)
- Walter D'Angelo, nuotatore italiano (Milano, n.1962)

## Pallanuotisti(1)
- Vincenzo D'Angelo, pallanuotista italiano (Bacoli, n.1951 - Parigi, † 2008)

## Pittori(1)
- Vincenzo D'Angelo, pittore, poeta e scrittore italiano (Pozzuoli, n.1906 - Castellammare di Stabia, † 1984)

## Poeti(2)
- Enrico D'Angelo, poeta italiano (Luzzi, n.1954)
- Pascal D'Angelo, poeta italiano (Introdacqua, n.1894 - Brooklyn, † 1932)

## Politici(5)
- Camillo D'Angelo, politico italiano (Pescara, n.1947)
- Francesco Saverio D'Angelo, politico e letterato italiano (Messina, n.1901 - Caltanissetta, † 1988)
- Giuseppe D'Angelo, politico italiano (Calascibetta, n.1913 - Roma, † 1991)
- Grazia D'Angelo, politica italiana (Messina, n.1975)
- Luigi D'Angelo, politico italiano (Napoli, n.1923 - † 2000)

## Poliziotti(1)
- Antonino D'Angelo, poliziotto italiano (Messina, n.1955 - Messina, † 1980)

## Presbiteri(1)
- Salvatore D'Angelo, presbitero italiano (Maddaloni, n.1920 - Maddaloni, † 2000)

## Registi(1)
- Toni D'Angelo, regista e sceneggiatore italiano (Napoli, n.1979)

## Scrittori(1)
- Andrea D'Angelo, scrittore italiano (Trieste, n.1972)

## Soprani(1)
- Gianna D'Angelo, soprano statunitense (Hartford, n.1929 - Mint Hill, † 2013)